# 红云建筑址
红云建筑址，位于中国吉林省汪清县春阳镇红云村，为一个省级文物保护单位，类型为古遗址，公布时间为2007年5月31日。该文物保护单位由汪清县文物管理所管理。
红云建筑址的历史年代为辽金。